# 10100 Bürgel
Bürgel è un asteroide della fascia principale. Scoperto nel 1991, presenta un'orbita caratterizzata da un semiasse maggiore pari a 2,4129112 UA e da un'eccentricità di 0,1778216, inclinata di 1,92892° rispetto all'eclittica.